# Carlos Lavado
Carlos Lavado Jones (25 de mayo de 1956, Caracas, Venezuela) es un piloto de motociclismo que ha ganado dos títulos mundiales en la categoría de 250cc del mundial de velocidad, siendo, con Johnny Cecotto, los dos únicos venezolanos que han conseguido ser campeones mundiales de motociclismo de velocidad.
Debutó en el mundial de velocidad en el año 1978, en el Gran Premio de Venezuela, en la categoría de 250cc, quedando en segundo lugar, esta sería su única carrera del año en el mundial de velocidad.
En 1979 participó en la categoría de 350cc, ganando en su única participación del año, el Gran Premio de Venezuela.
Sus dos grandes temporadas fueron 1983 y 1986, consiguiendo en ambas el título de campeón del mundo en la cilindrada de 250cc. A lo largo de sus quince temporadas en el mundial de velocidad (1978-1992), Carlos Lavado participó en 137 carreras, 125 de ellas en la categoría de 250cc, consiguiendo subir al podio 42 veces.
Después de su retirada, continuó involucrado como asesor a pilotos venezolanos como Robertino Pietri y Gabriel Ramos.

## Resultados en el Campeonato del Mundo
Sistema de puntuación desde 1969 hasta 1987:
| Posición | 1.º | 2.º | 3.º | 4.º | 5.º | 6.º | 7.º | 8.º | 9.º | 10.º |
| Puntos   | 15  | 12  | 10  | 8   | 6   | 5   | 4   | 3   | 2   | 1    |

Sistema de puntuación desde 1988 hasta 1991:
| Posición | 1.º | 2.º | 3.º | 4.º | 5.º | 6.º | 7.º | 8.º | 9.º | 10.º | 11.º | 12.º | 13.º | 14.º | 15.º |
| Puntos   | 20  | 17  | 15  | 13  | 11  | 10  | 9   | 8   | 7   | 6    | 5    | 4    | 3    | 2    | 1    |

### Carreras por año
| Año  | Cat.  | Equipo  | 1       | 2       | 3       | 4       | 5       | 6       | 7       | 8       | 9       | 10      | 11      | 12     | 13      | 14    | 15    | Pts. | Pos. |
| ---- | ----- | ------- | ------- | ------- | ------- | ------- | ------- | ------- | ------- | ------- | ------- | ------- | ------- | ------ | ------- | ----- | ----- | ---- | ---- |
| 1978 | 250cc | Yamaha  | VEN 2   | ESP Ret | FRA 19  | NAT DNQ | NED -   | BEL -   | SWE -   | FIN -   | GBR -   | GER -   | CZE -   | YUG -  |         |       |       | 12   | 17.º |
| 1978 | 350cc | Yamaha  | VEN -   |         | FRA -   | NAT -   | NED -   |         | SWE -   | FIN -   | GBR Ret | GER -   | CZE 19  | YUG -  |         |       |       | 0    | -    |
| 1979 | 350cc | Yamaha  | VEN 1   | AUT Ret | GER -   | NAT -   | ESP -   | YUG -   | NED DNQ |         |         | FIN Ret | GBR -   | CZE -  | FRA -   |       |       | 15   | 14.º |
| 1979 | 250cc | Yamaha  | VEN Ret |         | GER -   | NAT -   | ESP -   | YUG -   | NED -   | BEL DNS | SWE -   | FIN 11  | GBR -   | CZE -  | FRA -   |       |       | 0    | -    |
| 1980 | 250cc | Yamaha  | NAT Ret | ESP 9   | FRA 7   | YUG 4   | NED 1   | BEL 12  | FIN Ret | GBR Ret | CZE -   | GER Ret |         |        |         |       |       | 29   | 6.º  |
| 1980 | 350cc | Yamaha  | NAT Ret |         | FRA Ret |         | NED 5   |         |         | GBR 12  | CZE 9   | GER Ret |         |        |         |       |       | 8    | 13.º |
| 1981 | 250cc | Yamaha  | ARG Ret |         | ALE 2   | NAC Ret | FRA 3   | ESP 3   |         | NED 2   | BEL 2   | RSM DNS | GBR -   | FIN -  | SUE -   | CZE - |       | 56   | 4.º  |
| 1981 | 350cc | Yamaha  | ARG 3   | AUT 5   | GER Ret | NAT 8   |         |         | YUG 3   | NED 2   |         |         | GBR -   |        |         | CZE - |       | 41   | 5.º  |
| 1982 | 250cc | Yamaha  |         |         | FRA -   | ESP 1   | NAC Ret | NED DNS | BEL -   | YUG Ret | GBR 8   | SUE -   | FIN 5   | CZE 1  | RSM Ret | ALE - |       | 39   | 5.º  |
| 1982 | 350cc | Yamaha  | ARG 1   | AUT Ret | FRA -   |         | NAT 2   | NED Ret |         |         | GBR 4   |         | FIN Ret | CZE 10 |         | GER - |       | 36   | 5.º  |
| 1983 | 250cc | Yamaha  | RSA 7   | FRA Ret | NAC 1   | ALE 1   | ESP 7   | AUT 7   | YUG 1   | NED 1   | BEL 3   | GBR 4   | SUE 3   |        |         |       |       | 100  | 1.º  |
| 1984 | 250cc | Yamaha  | RSA 9   | NAC 15  | ESP 3   | AUT 5   | ALE 5   | FRA 2   | YUG Ret | NED 1   | BEL Ret | GBR 3   | SUE 7   | RSM 2  |         |       |       | 77   | 3.º  |
| 1985 | 250cc | Yamaha  | RSA 4   | ESP 1   | ALE Ret | NAC 2   | AUT 9   | YUG 2   | NED Ret | BEL 2   | FRA 5   | GBR Ret | SUE 2   | RSM 1  |         |       |       | 94   | 3.º  |
| 1986 | 250cc | Yamaha  | ESP 1   | NAC 2   | ALE 1   | AUT 1   | YUG Ret | NED 1   | BEL Ret | FRA 1   | GBR 2   | SUE 1   | RSM Ret |        |         |       |       | 114  | 1.º  |
| 1987 | 250cc | Yamaha  | JAP DNS | ESP 10  | ALE 6   | NAC 6   | AUT 8   | YUG 1   | NED 10  | FRA Ret | GBR Ret | SUE 4   | CHE DNS | RSM -  | POR Ret | BRA 5 | ARG 9 | 46   | 10.º |
| 1988 | 250cc | Yamaha  | JAP 13  | USA Ret | ESP Ret | EXP Ret | NAC 7   | ALE Ret | AUT Ret | NED Ret | BEL 5   | YUG DNS | FRA -   | GBR 8  | SUE Ret | CHE 9 | BRA 2 | 55   | 11.º |
| 1989 | 250cc | Aprilia | JAP DNQ | AUS -   | USA -   | ESP -   | NAC -   | ALE -   | AUT -   | YUG -   | NED 10  | BEL 15  | FRA 18  | GBR 8  | SUE Ret | CHE 9 | BRA 7 | 31   | 17.º |
| 1990 | 250cc | Aprilia | JAP Ret | USA 15  | ESP Ret | NAC 11  | ALE 12  | AUT Ret | YUG 9   | NED 9   | BEL 4   | FRA Ret | GBR -   | SUE -  | CHE -   | HUN - | AUS - | 37   | 15.º |
| 1991 | 250cc | Yamaha  | JAP 25  | AUS 10  | USA 12  | ESP 11  | ITA 14  | ALE 15  | AUT DNS | EUR -   | NED 9   | FRA 16  | GBR 16  | RSM 7  | CHE DNQ | VDM - | MAL - | 34   | 14.º |
| 1992 | 250cc | Gilera  | JAP Ret | AUS 14  | MAL Ret | ESP Ret | ITA 12  | EUR Ret | ALE 13  | NED 9   | HUN 9   | FRA 20  | GBR 13  | BRA 14 | RSA 15  |       |       | 29   | 19.º |

| Color     | Resultado                                                               |
| --------- | ----------------------------------------------------------------------- |
| Oro       | Ganador                                                                 |
| Plata     | 2.ª plaza                                                               |
| Bronce    | 3.ª plaza                                                               |
| Verde     | Finalizó en los puntos                                                  |
| Azul      | Finalizó sin puntos                                                     |
| Azul      | NC - No clasificado                                                     |
| Violeta   | Ret - No terminó (Carrera)                                              |
| Rojo      | DNQ - No se clasificó                                                   |
| Negro     | DSQ - Descalificado                                                     |
| Blanco    | DNS - No empezó (carrera)                                               |
| Blanco    | WD - Retirado (fin de semana)                                           |
| Blanco    | C - Carrera cancelada                                                   |
| Sin color | DNP - Inscrito pero no participó                                        |
| Sin color | INJ - Lesionado                                                         |
| Sin color | EX - Excluido                                                           |
| Estado    | Resultado                                                               |
| Negrita   | Pole position                                                           |
| Cursiva   | Vuelta rápida                                                           |
| †         | Abandona, pero clasifica al completar el porcentaje requerido para ello |